# Антонов Сергій Васильович
Сергій Антонов (нар. 18 серпня 1965) — український лучник. Він брав участь в особистих та командних змаганнях серед чоловіків на літніх Олімпійських іграх 2000 року.